# Drew Neilson
Ne doit pas être confondu avec Drew Nelson.
Drew Neilson né le 5 juin 1974 à Vernon est un snowbordeur canadien actif de 1997 à 2010. Durant sa carrière, il a participé aux Jeux olympiques d'hiver en 2006 à Turin et en 2010 à Vancouver où il se classe onzième. Spécialiste de snowboardcross, il a obtenu la médaille de bronze aux Championnats du monde 2003 et a gagné neuf fois en Coupe du monde pour dix-neuf podiums.

## Palmarès

### Championnats du monde
- Kreischberg 2003 : médaille de bronze

### Coupe du monde de snowboard
- 1 petits globe de cristal :
  - Vainqueur du classement du snowboardcross en 2007.
- 19 podiums dont 9 victoires.